# Temple protestant de Die
Le temple protestant de Die est un lieu de culte situé 2 rue Amédée Rousset à Die, sous-prefecture de la Drôme. La paroisse est membre de l'Église protestante unie de France.

## Histoire

### Sous l'Ancien régime
À la Renaissance, la Réforme protestante est pêché à Die dès 1525 par Pierre Gay. L’Église calviniste est « dressée » en 1560. En 1561, elle accueille un synode. Un temple est construit en 1590 dans le quartier Saint-May, puis un collège et une Académie. On y enseigne la théologie, la philosophie, le latin, le grec, l'hébreu et la rhétorique,. Une imprimerie publie des ouvrages d'édification. Jusqu'en 1627, la ville est une place de sûreté protestante.
Avec les persécutions qui reprennent avant la révocation de l'édit de Nantes, l'Académie est fermée à la fin de l'année 1684. De nombreuses familles s'exilent et trouvent refuge en Suisse, comme le théologien Thomas Gautier, professeur à l'académie de Die, qui fuit à Zurich puis Marbourg. Le temple est rasé en 1685 et ses pierres réutilisées pour la cathédrale Notre-Dame de Die. Dès 1687 sont organisés des assemblées du Désert.
En 1745, le pasteur Louis Ranc est un des dernier protestants exécutés à Die.

### Depuis la Révolution

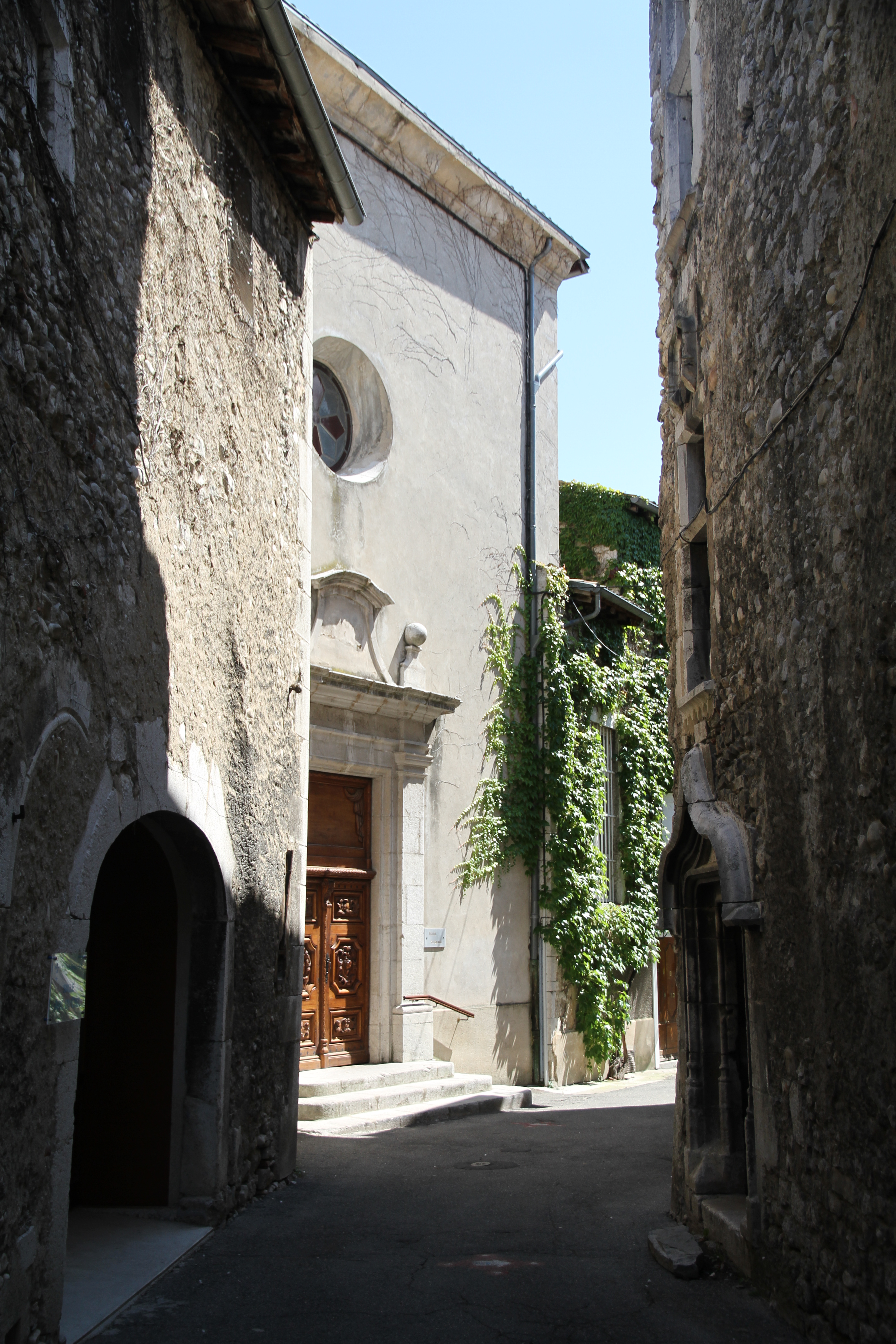
Temple protestant de Die.

Au début du XIXe siècle, près de la moitié des habitants du Diois sont protestants. Durant le Directoire, ils se réunissent dans la chapelle du séminaire des Jésuites, dont l'ordre a été dissous, comme toutes les congrégations, à la Révolution. En 1804, ils organise le Consistoire de l'Église réformé selon les articles organiques relatif au régime concordataire français. Ils obtiennent la chapelle de l'ancien hôpital de la Croix. En 1831, la paroisse rachette la chapelle des Jésuites.
En 1938, le nouveau pasteur est Pierre Loux. En octobre 1941, il commente avec le Conseil prebytéral les thèses de Pomeyrol, condamnant le second statut des juifs. Le presbytère accueille des juifs allemandes du camp de Gurs. Des paroissiens s'engagent, comme Mme Simone Courtin, qui dissimule une fille de Marc Bloch et les parents de Claude Lévi-Strauss. D'autres prennent des responsabilités dans la résistance française, comme l'ancien membre du conseil presbytéral Camille Buffardel (né en 1862), membre du réseau Buckmaster abattu par les miliciens le 22 juillet 1944.
Depuis 1950, la paroisse est jumelée avec Louisendorf, dans la commune de Frankenau. En 2006, est inauguré le chemin de randonnées Sur les pas des huguenots passe par Die,.

## Architecture
Sur la porte extérieure est inscrit en latin « Sacellum seminari », c'est-à-dire « chapelle du séminaire ». La porte d'entrée, en noyer, est inscrite au titre des monuments historiques par arrêté du 12 janvier 1931. Comme la chaire, elle date du XVIIIe siècle.